# پیک ورشو
پیک ورشو (لهستانی: Kurier Warszawski) نام روزنامه ای لهستانی بود که مابین سال‌های ۱۸۲۱ تا ۱۹۳۹ در ورشو منتشر می‌شد. این روزنامه از سال ۱۸۷۳ دو بار در روز چاپ می‌شد و فروش روزانه آن در سال ۱۸۶۸ میلادی ۴٬۰۰۰ نسخه و در سال ۱۸۸۳ بیش از ۲۰٬۰۰۰ بود.